# Шибугамо
Шибугамо (фр. Chibougamau) — город (с 1952) в провинции Квебек (Канада), является столицей административного района Северный Квебек. Расположен в его южной части — Жамези. Основан в 1903 г. Население составляет 7,5 тыс. чел (2009 г. оценка). Шибугамо — крупнейший преимущественно европейский город региона, в большинство остальных поселений преобладают инуиты и индейцы-кри. В переводе с языка кри «шабо гамо» означает «через озеро».

## Динамика населения
- 2006, перепись: 7.563; 97% населения - франкофоны, 2% - англофоны.
- 2001, перепись: 7.922
- 2006 к 2001: −4.5 %
- 1996, перепись: 8.664
- 1991, перепись: 8.855